# Peter Nadig (Fussballspieler)
Peter Nadig (* 20. Februar 1965) ist ein ehemaliger Schweizer Fussballspieler.
Der sowohl als Mittelfeldspieler als auch auf der Position des Stürmers einsetzbare Nadig begann seine Karriere im Jahr 1983 in seiner Heimatstadt beim FC Basel. Mit den Baslern konnte er bis auf drei Siege beim Uhrencup keine Erfolge aufweisen.
Nach fünf Jahren in Basel wechselte er zum FC Luzern, bei dem er sieben Jahre unter Vertrag stand. Mit Luzern gewann er in der Saison 1988/89 die Schweizer Meisterschaft und drei Jahre später im Final gegen den FC Lugano auch den Schweizer Cup. Sein grösster persönlicher Erfolg gelang ihm im Jahr 1989, als er mit 33 Stimmen zum Schweizer Fussballer des Jahres gewählt wurde. Nadig erhielt dabei zwei Stimmen mehr als sein zweitplatzierter Teamkollege Stefan Marini.

## Erfolge
- Uhrencup-Sieger: (mit Basel): 1983, 1986, 1988
- Schweizer Meister 1989 mit dem FC Luzern.
- Schweizer Cupsieger 1992 mit dem FC Luzern.